# Burringbar
Burringbar är en del av en befolkad plats i Australien. Den ligger i kommunen Tweed och delstaten New South Wales, i den sydöstra delen av landet, omkring 640 kilometer norr om delstatshuvudstaden Sydney.
Närmaste större samhälle är Murwillumbah, omkring 14 kilometer nordväst om Burringbar. 
Omgivningarna runt Burringbar är en mosaik av jordbruksmark och naturlig växtlighet. Genomsnittlig årsnederbörd är 1 876 millimeter. Den regnigaste månaden är januari, med i genomsnitt 327 mm nederbörd, och den torraste är oktober, med 40 mm nederbörd.